# Våler (sat)
Våler este o localitate situată în partea de sud-est a Norvegiei, în comuna Våler, din provincia Innlandet. Este localitatea de reședință a comunei omonime. Are o suprafață de 1,26 km² și o populație de 1.145 locuitori (2021).. Până la data de 1.1.2020 a aparținut provinciei Hedmark. Stația locală de cale ferată de pe linia Solør a funcționat între 1910-1994. Biserica din localitate a fost reconstruită în 2015 din lemn, după ce lăcașul de cult inițial a fost mistuit de flăcări în 2009. 